# Rensvik
Rensvik és una localitat de la província de Møre og Romsdal a la regió de Vestlandet, Noruega. Està ubicat a la part noroccidental de la regió, al sud del país. A prop de la costa del Mar de Noruega i la península de Romsdal
A 1 de gener de 2019 tenía una població estimada de 2543 habitants.